# ボレアス (小惑星)
ボレアス (1916 Boreas) は、アモール群の小惑星。1953年にシルヴァン・アランがベルギー王立天文台で発見した。
ギリシア神話の北風を司る神、ボレアスに因んで名付けられた。